# Nabój 7 × 73 mm Super-Express
7 × 73 mm Super-Express (7 mm Vom Hofe) – skonstruowany w 1931 roku przez Ernesta Augusta Vom Hofe nabój karabinowy przeznaczony do broni myśliwskiej. W momencie powstania najsilniejszy myśliwski nabój kalibru 7 mm. Produkcji tego naboju po II wojnie światowej nie kontynuowano.